# Saxifraga chadwellii
Saxifraga chadwellii är en stenbräckeväxtart som beskrevs av B.M. Wadhwa. Saxifraga chadwellii ingår i Bräckesläktet som ingår i familjen stenbräckeväxter. Inga underarter finns listade i Catalogue of Life.